# La Mata de los Olmos
Pour les articles homonymes, voir Olmos.
La Mata de los Olmos est une commune de la province de Teruel dans communauté autonome d'Aragon (Espagne). Elle est située dans la comarque du Bajo Aragón.